# House of Cards (film 1917)
House of Cards è un film muto del 1917 diretto da Alice Guy (con il nome Alice Guy-Blaché). La protagonista era Catherine Calvert, un'attrice teatrale qui al suo secondo film.

## Trama
Assorbiti dalle loro rispettive carriere, lei di medico, lui di avvocato, i signori Manning trascurano Louise, la loro figlioletta che viene lasciata alla cura dei domestici. Sentendosi indesiderata, la ragazzina decide di scappare da casa insieme a un piccolo strillone. La fuga di Louise manda all'aria il matrimonio dei Manning: la madre cade in una grave crisi di nervi, mentre il padre comincia un'indagine sul lavoro minorile.
Un giorno, in fabbrica, l'avvocato rivede Louise che si è presentata per ottenere un lavoro. Felice, Manning ritorna a casa dalla moglie con la figlioletta: alla vista di Louise viva, la signora Manning guarisce. I due coniugi prendono l'impegno di rimettere in piedi la loro famiglia e, da quel momento in poi, di occuparsi della figlia, molto più importante della loro carriera.

## Produzione
Il film fu prodotto dalla U.S. Amusement Corporation.

## Distribuzione
Distribuito dalla Art Dramas, il film uscì nelle sale cinematografiche statunitensi il 4 giugno 1917.